# Morti nel 1215
| Questa pagina contiene informazioni ricavate automaticamente dalle voci biografiche con l'ausilio del template Bio e di un bot. L'aggiornamento è periodico e automatico e ricostruisce completamente la pagina. Se manca una persona in questa lista, sei pregato di non aggiungerla, ma accertati piuttosto che la sua voce biografica contenga il template Bio e che i dati anagrafici siano correttamente compilati. Se il template Bio manca, inseriscilo tu stesso o, in alternativa, metti l'avviso {{tmp\|Bio}} che ne segnala la mancanza. Se i dati riportati sono sbagliati, correggi direttamente la voce biografica; le modifiche saranno visibili in questa lista entro pochi giorni. Per chiarimenti vedi il progetto biografie. La lista contiene solo le 12 persone che sono citate nell'enciclopedia e per le quali è stato implementato correttamente il template Bio. Pagina aggiornata al 13 gen 2025. |

- 6 febbraio - Hōjō Tokimasa, politico giapponese (n. 1138)
- 8 giugno - Sicardo da Cremona, vescovo cattolico, storico e scrittore italiano
- 2 luglio - Eisai, monaco buddista giapponese (n. 1141)
- 10 ottobre - Aldobrandino I d'Este, marchese
- 17 novembre - Giles de Braose, vescovo cattolico britannico
- Esclarmonde de Foix la Grande
- Jayavarman VII, sovrano cambogiano (n. 1120)
- Manfredo II di Saluzzo, marchese italiano (n. 1140)
- Michele I d'Epiro
- Tālivaldis, sovrano lettone
- Gerardo IV d'Armagnac, nobile francese
- William Fitz Alan, II signore di Oswestry e Clun, nobile inglese